# Cailly-sur-Eure
 Cailly-sur-Eure  là một xã thuộc tỉnh Eure trong vùng Normandie miền bắc nước Pháp.

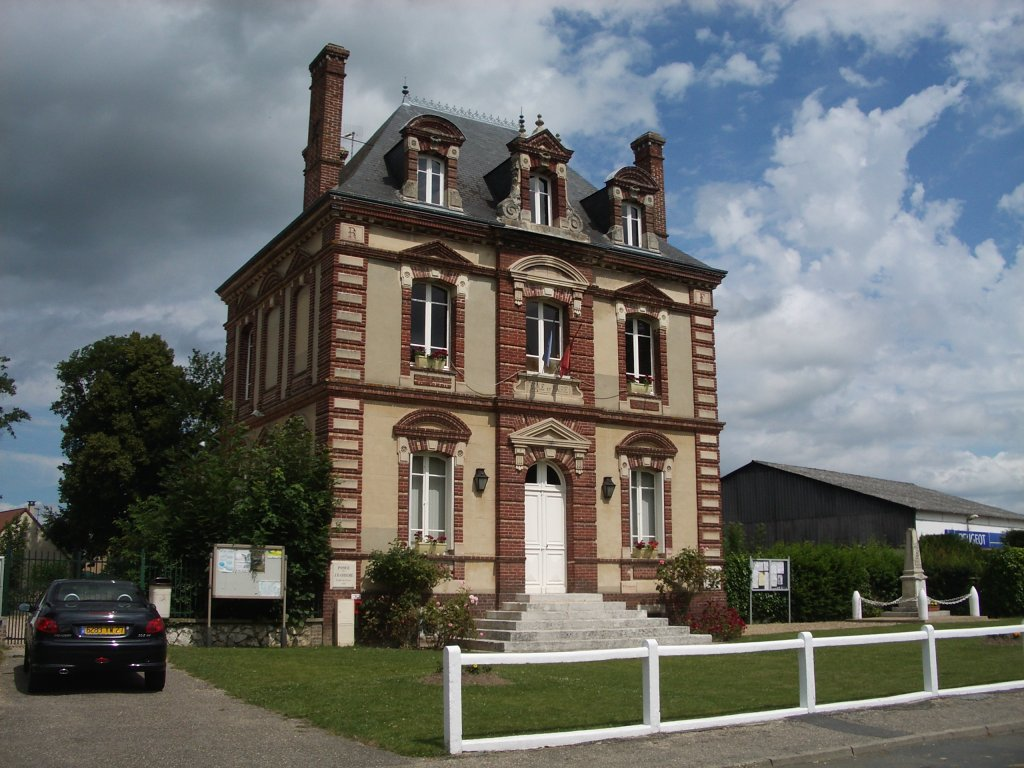
Cailly-sur-Eure: the town hall